# Trubbnoslöja
Trubbnoslöja (Pimephales notatus) är en fiskart som först beskrevs av Constantine Samuel Rafinesque 1820.  Trubbnoslöja ingår i släktet Pimephales och familjen karpfiskar. Inga underarter finns listade i Catalogue of Life.